# رويال جيم تافت
رويال جيم تافت (بالإنجليزية: Royal C. Taft)‏ (و. 1823 – 1912 م) هو سياسي من الولايات المتحدة الأمريكية .
وهو عضو في الحزب الجمهوري .